# 1919

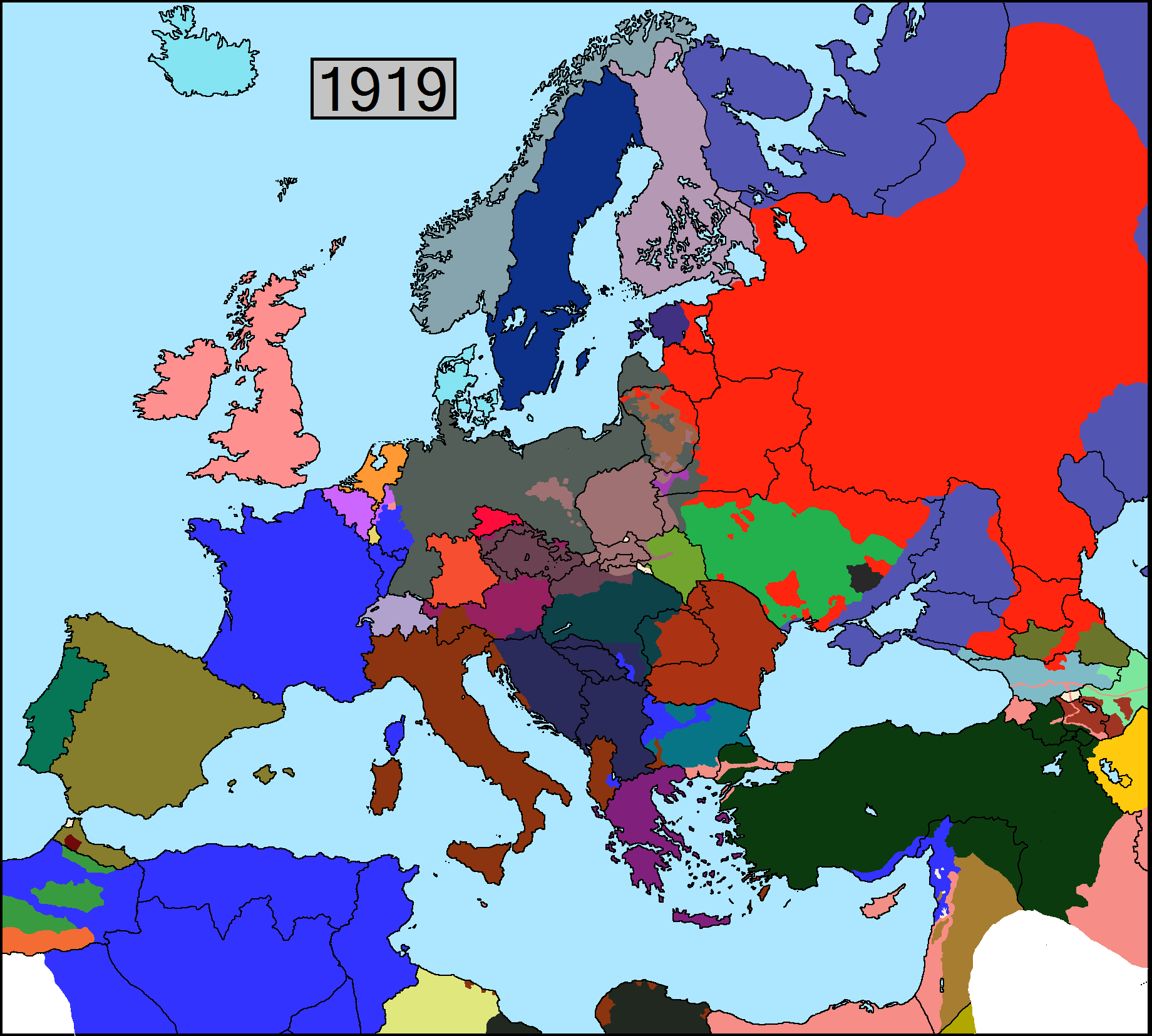
Mapa da Europa em 1919

- Wikisource

| Calendário gregoriano                                                        | 1919 MCMXIX                         |
| Ab urbe condita                                                              | 2672                                |
| Calendário arménio                                                           | 1368 – 1369                         |
| Calendário bahá'í                                                            | 75 – 76                             |
| Calendário budista                                                           | 2463                                |
| Calendário chinês                                                            | 4615 – 4616 Início a 1 de fevereiro |
| Calendário copta                                                             | 1635 – 1636                         |
| Calendário etíope                                                            | 1911 – 1912                         |
| Calendários hindus - Vikram Samvat - Calendário nacional indiano - Cáli Iuga | 1974 – 1975 1840 – 1841 5019 – 5020 |
| Calendário Holoceno                                                          | 11919                               |
| Calendário islâmico                                                          | 1338 – 1339                         |
| Calendário judaico                                                           | 5679 – 5680 Início a 25 de setembro |
| Calendário persa                                                             | 1297 – 1298 Início a 22 de março    |
| Calendário rúnico                                                            | 2169                                |
| Calendário solar tailandês                                                   | 2462                                |

1919 (MCMXIX, na numeração romana) foi um ano comum do século XX do actual Calendário Gregoriano, da Era de Cristo, e a sua letra dominical foi E (52 semanas), teve início a uma quarta-feira e terminou também a uma quarta-feira.
| Ano completo                        |
| ----------------------------------- |
| Ano comum com início à quarta-feira |

## Eventos
- 16 de Janeiro - Falecimento do presidente eleito Rodrigues Alves. Delfim Moreira torna-se o 10º Presidente do Brasil.
- 3 de Abril - Primeira edição do Jornal do Commercio circula em Recife, Pernambuco, Brasil.
- 13 de Abril - Ocorre a nona Eleição Presidencial do Brasil.
- 29 de Maio - Um grupo de astrónomos liderados por Arthur Eddington realizam observações do eclipse solar desse dia com o objectivo de comprovar uma das consequências da Teoria da relatividade geral de Einstein.[1] Enquanto ele se instalou na Roça Sundy[2] na Ilha do Príncipe, no Arquipélago de São Tomé e Príncipe, outro grupo estava na cidade de Sobral, no estado do Ceará no nordeste do Brasil.
- 21 de junho – A Frota de Alto-Mar alemã internada na Escócia é deliberadamente afundada por suas tripulações para que seus navios não fossem tomados pelo Reino Unido.
- 28 de Junho - Assinado o Tratado de Versalhes durante a Conferência de Paz de Paris.[3]
- 27 de Julho - Kaarlo Juho Ståhlberg é eleito o 1° presidente da Finlândia.
- 28 de Julho - Assume o 11º Presidente Eleito do Brasil, Epitácio Pessoa.
- 2 de Agosto - Uma aeronave Ca.48 da Caproni despenha-se em Verona, Itália.
- 9 de novembro - Gato Felix estreia em Feline Follies.
- 17 de dezembro - Suzano é fundada.

## Nascimentos
- 1 de Março - João Goulart, 27º Presidente do Brasil (m. 1976).
- 6 de abril - Caren Marsh Doll, atriz e dançarina americana.
- 17 de Abril - Osvaldo Dorticós Torrado, presidente de Cuba de 1959 a 1976 (m. 1983)
- 24 de abril - Glafkos Klerides, presidente de Chipre em 1974 e de 1993 a 2003. (m. 2013)
- 30 de maio - René Barrientos Ortuño, Vice-presidente em 1964 e presidente da Bolívia de 1964 a 1965 e de 1966 a 1969 (m. 1969).
- 16 de Julho - Choi Kyu-hah, presidente da Coreia do Sul de 1979 a 1980, ministro dos Negócios Estrangeiros de 1967 a 1971 e como primeiro-ministro de 1975 a 1979 (m. 2006).
- 8 de julho - Walter Scheel, foi um político alemão e presidente da Alemanha Ocidental de 1974 a 1979 (m. 2016).[4]
- 26 de Julho - James Lovelock, ambientalista britânico (m. 2022).
- 26 de setembro - Matilde Camus, poeta e escritora espanhola (m. 2012).
- 18 de outubro - Orlando Drummond, dublador brasileiro (m. 2021).
- 9 de novembro - Eva Todor, atriz húngara naturalizada brasileira (m. 2017).
- 13 de dezembro - Hans-Joachim Marseille, aviador alemão que se distinguiu durante a Segunda Guerra Mundial (m. 1942).
- 14 de dezembro - Alberto Dualib, dirigente esportivo e empresário. (m. 2021).

## Mortes
- 6 de Janeiro - Theodore Roosevelt, presidente dos Estados Unidos de 1901 a 1909, Nobel da Paz 1906 (n. 1858).[5]
- 16 de Janeiro - Francisco de Paula Rodrigues Alves, presidente do Brasil (n. 1848).
- 29 de Junho - José Gregorio Hernández, beato venezuelano (n. 1864)
- 2 de outubro - Victorino de la Plaza, presidente da Argentina de 1914 a 1916 (n. 1840).

## Prémio Nobel
- Física - Johannes Stark.[6]
- Química - Não atribuído.
- Medicina - Jules Bordet.[7]
- Literatura - Carl Spitteler.[8]
- Paz - Thomas Woodrow Wilson.[5]

## Epacta e idade da Lua
| Epacta gregoriana | 29 (XXIX) |
| Idade da Lua      | Letra N   |

## Por tema
- 1919 na arte
- 1919 no Brasil
- 1919 na ciência
- 1919 no cinema
- 1919 no desporto
- 1919 no jornalismo
- 1919 na literatura
- 1919 na música
- 1919 na política
- 1919 na rádio
- 1919 no teatro
- 1919 na televisão